# Vitarte
Vitarte es una localidad, capital y casco histórico del distrito de Ate, en la ciudad de Lima, capital del Perú. La zona es «Patrimonio Cultural de la Nación», desde el 15 de marzo de 1990. La zona es famosa por ser un barrio obrero y ser la capital del distrito de Ate. En 1871, se construye la Fábrica Textil de Vitarte por Carlos López Aldana. En 1896, se realizó la primera huelga de obreros en el Perú.
El 13 de febrero de 1951, la capital del distrito pasó del pueblo de Ate al pueblo de Vitarte, lo que dio origen a que el distrito sea llamado «Ate Vitarte».

## Toponimia
El nombre del pueblo de Vitarte tiene su origen en el apellido de la familia española Ubitarte, propietaria de la hacienda Ubitarte, ubicada en gran parte del actual distrito.

## Clima
| Parámetros climáticos promedio de Vitarte | Parámetros climáticos promedio de Vitarte | Parámetros climáticos promedio de Vitarte | Parámetros climáticos promedio de Vitarte | Parámetros climáticos promedio de Vitarte | Parámetros climáticos promedio de Vitarte | Parámetros climáticos promedio de Vitarte | Parámetros climáticos promedio de Vitarte | Parámetros climáticos promedio de Vitarte | Parámetros climáticos promedio de Vitarte | Parámetros climáticos promedio de Vitarte | Parámetros climáticos promedio de Vitarte | Parámetros climáticos promedio de Vitarte | Parámetros climáticos promedio de Vitarte |
| Mes                                       | Ene.                                      | Feb.                                      | Mar.                                      | Abr.                                      | May.                                      | Jun.                                      | Jul.                                      | Ago.                                      | Sep.                                      | Oct.                                      | Nov.                                      | Dic.                                      | Anual                                     |
| ----------------------------------------- | ----------------------------------------- | ----------------------------------------- | ----------------------------------------- | ----------------------------------------- | ----------------------------------------- | ----------------------------------------- | ----------------------------------------- | ----------------------------------------- | ----------------------------------------- | ----------------------------------------- | ----------------------------------------- | ----------------------------------------- | ----------------------------------------- |
| Fuente: Accuweather                       |                                           |                                           |                                           |                                           |                                           |                                           |                                           |                                           |                                           |                                           |                                           |                                           |                                           |

## Lugares de interés
- Plaza de armas de Vitarte
- Municipalidad distrital de Ate
- Centro Cultural de Ate
- Centro Comercial y Mercado Plaza Vitarte
- Mercado Real Plaza Vitarte APROMEC
- Parroquia La Santa Cruz
- Parque 26 de Mayo
- Barrio obrero de Vitarte
- Parque 9 de Enero
- Puruchuco
- Hospital de Emergencias Lima Este - Vitarte (abierto en 2019, famoso por la atención al COVID-19)
- Hospital de Vitarte

## Galería

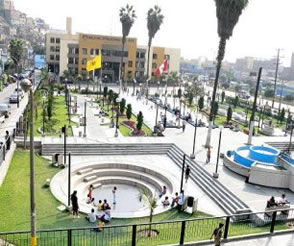
Plaza de Armas de Ate Vitarte en Vitarte

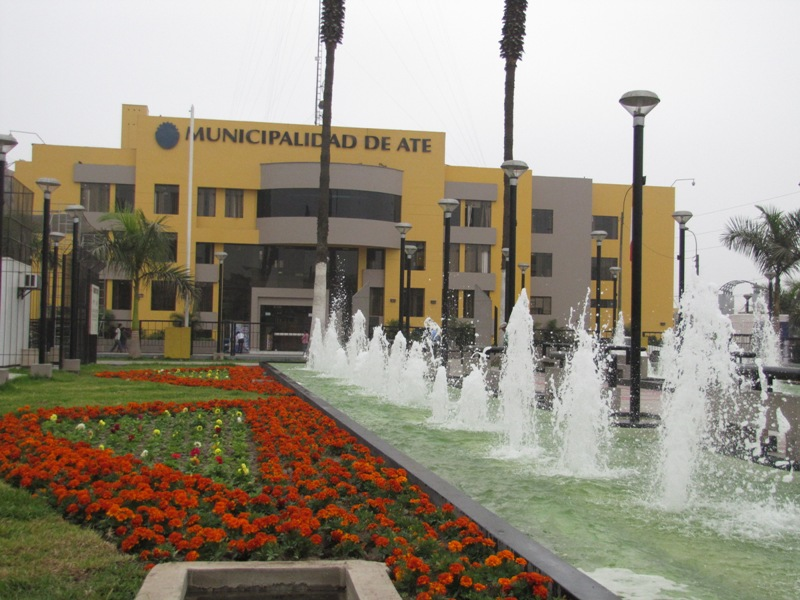
Municipalidad de Ate

## Instituciones educativas
- Colegio Nacional Vitarte
- Colegia Nuestra Virgen del Rosario
- Colegio Internacional Elim
- Colegio Edelmira del Pando:[9] Centro educativo emblemático fundada en 1961. En los turnos mañana y tarde estudian únicamente mujeres mientras que en la nocturna es mixta donde puedan asistir mujeres y hombres sin límite de edad porque es CEBA centros de educación básica alternativa, (con el programa educación para adultos) y en las modalidades de inicial, primaria y secundaria.
- Colegio Domingo Faustino Sarmiento: Fundada en 1918.
- Colegio de varones INEI 46
- Institución Educativa Adventista "Portales del Saber"